# Hans Caninenberg
Hans Caninenberg (Duisburg, 15 gennaio 1913 – Gräfelfing, 29 giugno 2008) è stato un attore tedesco.

## Carriera
Tra grande e - soprattutto - piccolo schermo, partecipò ad un'ottantina di differenti produzioni, tra l'inizio degli anni cinquanta e la fine degli anni novanta; era, tra l'altro, un volto noto al pubblico per essere apparso in vari episodi delle serie televisive L'ispettore Derrick e Il commissario Köster.  A teatro, lavorò al Württembergisches Staatstheater di Stoccarda, nei Münchner Kammerspiele, nella Düsseldorfer Schauspielhaus e nel Residenztheater di Monaco di Baviera.
Ha preso parte anche alla miniserie televisiva Sandokan del 1976.
Fu il marito dell'attrice Lola Müthel.

## Filmografia parziale

### Cinema
- Oh, du lieber Fridolin, regia di Peter Hamel (1952)
- Oberarzt Dr. Solm, regia di Paul May (1955)
- Hotel Adlon, regia di Josef von Báky (1955)
- Liselotte von der Pfalz (1966)
- Giordano Bruno, regia di Giuliano Montaldo (1973)
- Dossier Odessa (The Odessa File), regia di Ronald Neame (1974)
- Feine Gesellschaft - Beschränkte Haftung (1982)

### Televisione
- Kolportage - film TV (1957)
- Warten auf Dodo - film TV (1962)
- Der seidene Schuh - miniserie TV (1965)
- Die Affäre Eulenburg - film TV (1967)
- Freitag muß es sein - film TV (1967)
- Die Nibelungen - serie TV (1967)
- Verräter - miniserie TV (1967)
- Die Flucht nach Holland - film TV (1967)
- Das Jahrhundert der Chirurgen - serie TV, episodio 01x15 (1972)
- Victor oder Die Kinder an die Macht - film TV (1973)
- Die Fälle des Herrn Konstantin - serie TV, episodi 01x03-01x04 (1974)
- Sandokan - miniserie TV, regia di Sergio Sollima (1976)
- Der Winter, der ein Sommer war - miniserie TV (1976)
- L'ispettore Derrick - serie TV, episodio 03x04, regia di Alfred Vohrer (1977)
- Il commissario Köster (Der Alte) - serie TV, 5 episodi (1977-1995)
- Lady Audleys Geheimnis - miniserie TV (1978)
- Wallenstein - miniserie TV (1978)
- Gefangen in Frankreich: Theodor Fontane im Krieg 1870/71 - film TV (1979)
- La baia di Ritter - serie TV (1980-1981)
- L'ispettore Derrick - serie TV, episodio 08x11, regia di Theodor Grädler (1981)
- Treffpunkt Airport - film TV (1982)
- L'ispettore Derrick - serie TV, episodio 10x05, regia di Günter Gräwert (1983)
- Kornelia - film TV (1984)
- La clinica della Foresta Nera - serie TV, episodio … (1987)
- Dies Bildnis ist zum Morden schön - film TV (1987)
- The Contract - serie TV, episodi 01x01-01x02-01x03 (1987)
- L'ispettore Derrick - serie TV, episodio 15x08, regia di Wolfgang Becker (1988)
- L'ispettore Derrick - serie TV, episodio 16x02, regia di Wolfgang Becker (1989)
- La nave dei sogni - serie TV, episodio 01x17 (1990)
- Ein Heim für Tiere - serie TV, episodio 07x09 (1991)
- Diese Drombuschs - serie TV, episodi 06x02-06x03(1994)
- Schwarz greift ein - serie TV, episodio 01x06 (1994)
- Dr. Stefan Frank - Der Arzt, dem die Frauen vertrauen - episodi 01x01-01x04-01x06 (1995)
- Rosamunde Pilcher - Wind der Hoffnung - film TV (1997)

## Opere letterarie
- Zwei mal klopfen (1941)
- Ein unvergessener Traum (1988)

## Riconoscimenti
- 1962: Hersfeld-Preis
- Targa della Fondazione Mercator della città di Duisburg